# Porella globulus
Porella globulus là một loài rêu trong họ Porellaceae. Loài này được Schiller mô tả khoa học đầu tiên năm 1928.
Danh pháp khoa học của loài này chưa được làm sáng tỏ. 